# Tachylite

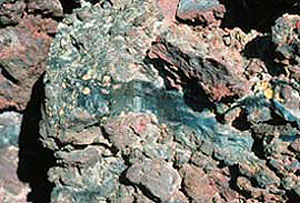
Une tachylite.

Ne doit pas être confondu avec Pseudotachylite.
Une tachylite est une roche constituée principalement d'un verre volcanique de composition basaltique. Les tachylites ont l'aspect de la poix, sont de couleur noire ou brun foncé et présentent un lustre gras, résineux. Elles sont souvent plus ou moins vésiculaires, et parfois sphérulitiques.
Les tachylites se forment par refroidissement rapide d'une lave basaltique, par exemple au contact de l'eau au fond de l'océan ou sur les épontes d'un dyke.